# Telipogon maldonadoensis
Telipogon maldonadoensis är en orkidéart som beskrevs av Dodson och Rodrigo Escobar. Telipogon maldonadoensis ingår i släktet Telipogon och familjen orkidéer. Inga underarter finns listade i Catalogue of Life.